# شنژو ۱۵
شنژو ۱۵ (انگلیسی: Shenzhou 15) یا شنزو ۱۵ (به چینی: 神舟十五号؛ پینیین: Shénzhōu Shíwǔ-hào؛ به معنی روشن، ('قایق الهی شماره ۱۵') یک پرواز فضایی چینی به ایستگاه فضایی تیانگونگ است. این پرواز که در ۲۹ نوامبر ۲۰۲۲ راه‌اندازی شد و سه تایکونورد سپاه فضانوردان ارتش آزادیبخش خلق (PLAAC) را با خود حمل کرد دهمین پرواز با خدمه برنامه فضایی شنژو و پانزدهمین پرواز کلی این برنامه است.

## مأموریت

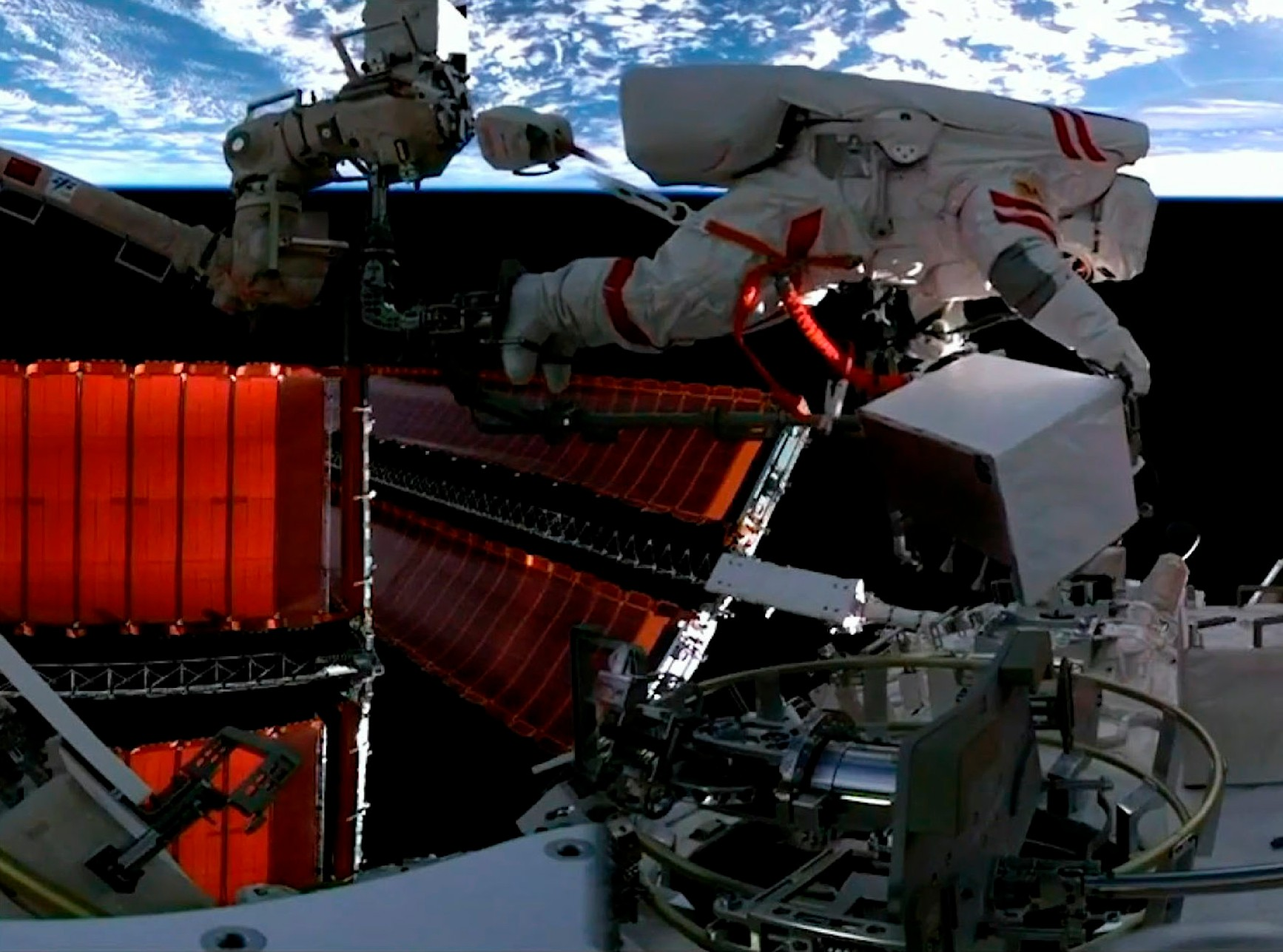
فضانورد Fei Junlong از خدمه شنژو-۱۵ در حال اجرای پیاده‌روی فضایی در ایستگاه فضایی تیانگونگ در ۹ فوریه ۲۰۲۳.

این مأموریت در ۲۹ نوامبر ۲۰۲۲ روی موشک Long March 2F در حدود ساعت 15:08 UTC, پس از پرتاب و اتصال ماژول‌های وینتیان و Mengtian، به ترتیب در ژوئیه و اکتبر ۲۰۲۲ پرتاب شد. یک همپوشانی ده روزه برنامه‌ریزی شده بین شنژو ۱۵ و مأموریت قبلی شنژو، شنژو ۱۴ وجود دارد.
انتظار می‌رود ۳ خدمهٔ شنژو ۱۵ چهار راهپیمایی فضایی، کار بر روی محموله‌های داخل و خارج ایستگاه و دیگر کارهای علمی در طی مأموریت خود انجام دهند.